# María Mercedes Torregrosa Orts
María Mercedes Torregrosa Orts (Sant Vicent del Raspeig, 24 de desembre de 1958) és una farmacèutica i política valenciana diputada a les Corts Valencianes en la VIII legislatura.

## Biografia
És llicenciada en farmàcia per la Facultat de Farmàcia de la Universitat de València, on ha desenvolupat activitat investigadora en el Departament de Parasitologia. De 1987 a 1998 i de 2005 a 2013 va exercir la seva professió com a titular d'una farmàcia.
Militant del Partit Popular, des de les eleccions municipals espanyoles de 1999 ha estat regidora de Sanitat i Consum, Ocupació de via pública, Mercat Ambulant, Hisenda i Serveis Socials de l'ajuntament de Sant Vicent del Raspeig, on també ha estat portaveu adjunta del grup municipal popular.
En setembre de 2014 va substituir en el seu escó David Serra Cervera, elegit diputat a les eleccions a les Corts Valencianes de 2011 que hagué de dimitir degut a la seva implicació en el cas Gürtel. Ha estat vicepresidenta de la Comissió d'Obres Públiques, Infraestructures i Transports de les Corts Valencianes.